# 愛ともえ
愛 ともえ（あい ともえ、6月15日 - ）は、日本の女性声優。ケンユウオフィス所属。大阪府出身。2020年10月末までの芸名は阿井 智恵（読み同じ）。

## 来歴
同志社大学工学部卒業。
以前はオフィスCHK、ウィングウェーヴに所属していた。

## 人物
方言は関西弁。
特技はタッチタイピング、書道、バレーボール。趣味は音楽鑑賞、ネイル、ゲーム。

## 出演

### テレビアニメ
- Übel Blatt〜ユーベルブラット〜（2025年、自由都市の女性[2]）
- 傷だらけ聖女より報復をこめて（2025年）[3]

### ゲーム
- ラディアンテイル（メリア）
- ラディアンテイル 〜ファンファーレ!〜（メリア[4]）
- ゴシックは魔法乙女〜さっさと契約しなさい!〜（ウルスラ、エシェル、カーラ、カスミ）
- 百英雄伝（ファクシオール[5]）

### 吹き替え

#### 映画
- スーパーノヴァ（ローラ）
- セプテンバー5
- Five Feet Apart（ジュリー）
- EMMA エマ（ロバートの妹）
- ザ・ウェイバック（サラ）
- マン・フロム・トロント（女捜査官）
- Cha Cha Real Smooth（フィービー）
- 爆走!!トムキャッツ（シェルビー）
- アメリカン・アウトロー（ジー）※Netflix版
- ザ・パクト 白蜘蛛の呪縛（ラウラ）
- ラスト・パニッシャー（スリーピーの娘）
- モーターギャング（カトリーナ）
- 監獄の首領（ミンギの愛人）
- ザ・タンク（マイケル）
- ゾンビ・ハンター（妹）
- LAKE PLACID 3（エイプリル）
- Mr.ノボカイン（ドライバー[6]）

#### ドラマ
- レベル 正義の反逆者（アンジェラ）
- HALO（スジン）
- ロックウッド除霊探偵局（入札者女）
- 令嬢アンナの真実（タリア）
- アウターレンジ -領域外-（ニア・ビントゥ）
- アリーチェの物語（リータ）
- ヒール: レスラーズ（アニー）
- ファミリー・ストーリー 〜これみんな家族なの?〜 パート4（デザートシェフ女）
- キャンプ・キキワカ（バーブ）
- レイヴン 〜少女とポニーの物語〜 シーズン3（フェリシティ）
- ローマ帝国 シーズン3（リウィア）
- ブラックライトニング シーズン2（パテル）
- ミスター・メルセデス シーズン2（ロバーツ）
- NCIS: ニューオーリンズ シーズン4（マーリーン）
- ワンデイ -家族のうた- シーズン3（ベス）
- アイアン・フィスト シーズン2（ケイティ）
- iゾンビ シーズン3（店員女）

#### アニメ
- おしゃべりピーヨ（ペネロペ）
- 時光代理人 -LINK CLICK-

### ボイスオーバー
- マーベル・スタジオ アッセンブル　ソー：ラブ＆サンダーの裏側（ジェニファー）
- 生きる"難病"に光をあてる（アイリーン）
- にゃんにゃんインポッシブル（アレックス）
- マーサの楽しい焼き菓子づくり シーズン6（レイシー）
- タゴール・ソングス（ブリタ）
- タイニーハウス〜大きなアメリカの極端に小さな家〜（ジェイ・ジェイ）
- テキサスWILDパトロール!シーズン7

#### ヒストリーチャンネル
- 古代の宇宙人（キャロライン・コーリー）

#### ディスカバリーチャンネル
- ディスカバリー傑作選　エクストリーム住宅（モニカ・ペダーセン）
- 野良猫ウォーズ（アリシア・マリュアフィティ）
- 大解剖!世界歴史建築ミステリー（メーガン・ベリー）
- NASA潜入 イノベーションの舞台裏（ジェン・ガステティック）

#### ナショナルジオグラフィック
- 伝説の登山家〜亡き父を追って（アリス）
- アンソニー・ファウチ　パンデミックとの闘い（マンダヴィリ）
- カー・SOS 蘇れ!思い出の名車 10（リサ）
- 崖っぷちからの挑戦状 with ジミー・チン（エンジェル・コリンソン）
- ストーリー・オブ・ゴッド・ウィズ　モーガンフリーマン（ンダペワ）
- シーザーが説く!あなたと犬の快適ライフ（ジュディ･グリア）
- 驚愕体験!悪夢のトラベル（メラニー(再現)）
- アニマル・レスキュー in アラスカ（サラ）

### ナレーション
- 「警視庁 特殊詐欺被害防止」広報ナレーション
- 「令和5年度　障害者雇用納付金制度申告申請」解説動画ナレーション
- 「令和5年度　障害者雇用納付金電子申告申請システム」解説動画ナレーション
- 「広済堂HD」株式総会ナレーション
- 「動画でわかるDiskDeleter」天谷さん
- 「ザインエレクトロニクス」
- 「京都友禅協同組合70周年記念動画」
- 川栄李奈主演　映画「恋のしずく」メイキング映像
- 「アイデアが出なくてもう無理！と思ったら読む本ニューロン発想法」
- 「REDUSE THE FOOD LOSE 小さな食卓の大きな話」

### ボイスドラマ
- 名探偵耕子は憂鬱

### CM
- 「カネコ・コーポレーション」ラジオCM
- 「サイトウ種苗」ラジオCM

### 舞台
- 「カカフカカ4DX」ピンク・リボン、千之夢夢子、ナビゲーター
- 「さくら　夢みし者たち」エリー
- 「想念　桜の森の満開の下」女1